# Florianópolis Challenger (1998-2001)
Il Florianopolis Challenger è stato un torneo professionistico di tennis giocato su campi in terra rossa. Faceva parte dell'ATP Challenger Series. Si giocava annualmente a Florianópolis in Brasile.

## Albo d'oro

### Singolare
| Anno       | Campione        | Finalista       | Punteggio     |
| ---------- | --------------- | --------------- | ------------- |
| 2001       | Edgardo Massa   | Gastón Etlis    | 6–3, 7–5      |
| 2000- 1999 | Non disputato   | Non disputato   | Non disputato |
| 1998       | Guillermo Cañas | Márcio Carlsson | 6–2, 7–5      |

### Doppio
| Anno       | Campioni                      | Finalisti                           | Punteggio     |
| ---------- | ----------------------------- | ----------------------------------- | ------------- |
| 2001       | Gastón Etlis Martin Rodriguez | Stephen Huss Lee Pearson            | 6–2, 6–1      |
| 2000- 1999 | Non disputato                 | Non disputato                       | Non disputato |
| 1998       | Jaime Oncins André Sá         | Marcelo Filippini Gonzalo Rodriguez | 6–0, 6–1      |